# Svinholmarna

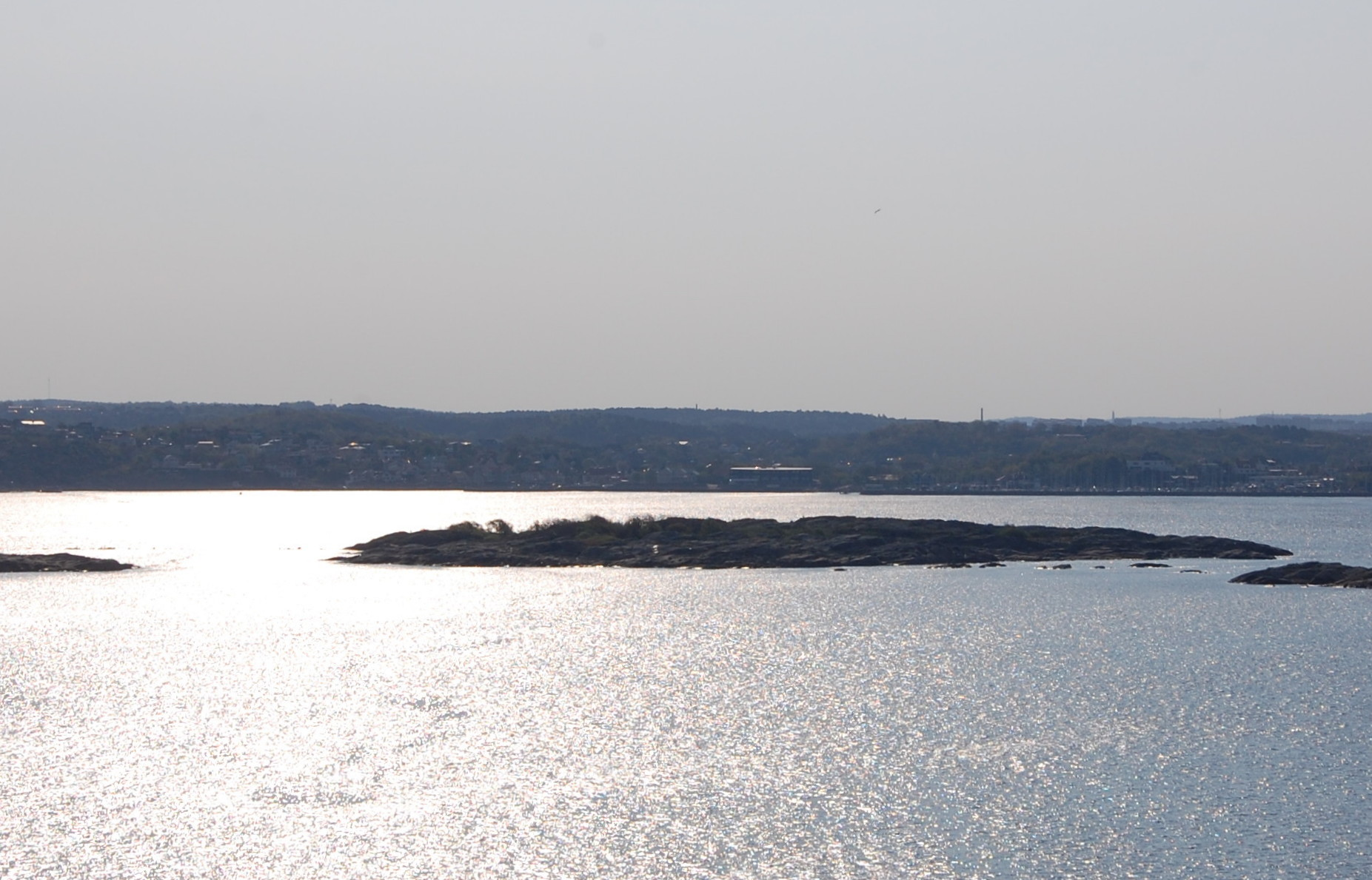
Svinholmarna

Svinholmarna ist eine kleine zu Schweden gehörende Insel im Kattegat.
Sie liegt im Göteborger Schärengarten westlich von Göteborg in der Provinz Västra Götalands län und gehört zur Gemeinde Göteborg. Etwas weiter nordöstlich liegt die Insel Stockholmen, westlich Svinholmsskär und südwestlich Skalskären. Die unbewohnte Insel besteht aus einer Felsenklippe und ist weitgehend ohne Bewuchs. Sowohl in Nord-Süd-Richtung als auch in Ost-West-Richtung beträgt die maximale Ausdehnung der Insel etwa 300 Meter. Nördlich von Svinholmarna führen die Fährrouten Göteborg–Kiel und Göteborg–Frederikshavn vorbei.